# Tam khôi
tam khôi (chữ Hán: 三魁) là ba danh hiệu cao nhất của học vị Tiến sĩ (còn gọi là tiến sĩ đệ nhất giáp hay tiến sĩ cập đệ) được xác định tại kỳ thi đình, bao gồm trạng nguyên, bảng nhãn và thám hoa. Tam khôi được đặt ra lần đầu tiên ở Việt Nam (Đại Việt) vào triều nhà Trần năm 1247. Tâm khôi đầu tiên của Việt Nam là:
- Nguyễn Hiền đỗ trạng nguyên
- Lê Văn Hưu đỗ bảng nhãn
- Đặng Ma La đỗ thám hoa